# Murzynno
Murzynno is een plaats in het Poolse district  Inowrocławski, woiwodschap Koejavië-Pommeren. De plaats maakt deel uit van de gemeente Gniewkowo en telt 260 inwoners.